# Saint-Agnant (Charente-Maritime)
Saint-Agnant je francouzská obec v departementu Charente-Maritime, v regionu Poitou-Charentes. V roce 2007 měla 2 329 obyvatel. Je střediskem kantonu Saint-Agnant.